# Rainer Bach
Rainer Bach (*  13. März 1946 in Freital; † 31. Dezember 2019) war ein deutscher Karikaturist, Grafiker, Illustrator und Cartoonist.

## Leben
Bach absolvierte von 1963 bis 1965 eine Ausbildung zum Plakatmaler, danach bis 1967 eine weitere als Werbemittelhersteller. Dann leistete er Wehrdienst bei der NVA. Von 1969 bis 1982 absolvierte er ein Abendstudium an der Hochschule für bildende Künste in Dresden. Danach arbeitete er als Kinomaler und als Werbegrafiker der  Handelsorganisation (HO). Ab 1980 war er in Karl-Marx-Stadt bzw. Chemnitz freiberuflich als Gebrauchsgrafiker, insbesondere als Karikaturist, tätig. Er war bis 1990 Mitglied des Verbands Bildender Künstler der DDR.
Bach verschrieb sich dem „skurrilen und poetischen Nonsens“. Bachs Karikaturen und Cartoons erschienen in diversen Zeitschriften und Magazinen, darunter Eulenspiegel und Freie Presse. In der sächsischen Tageszeitung illustrierte er die populäre Wissenschaftsserie „Onkel Max“, die auch in mehreren Buchbänden veröffentlicht wurde.
Vielfach spielen Tiere, hauptsächlich Frösche, in seinen Werken eine Rolle. Seine private Sammlung von Fröschen umfasst mehr als 5000 Exemplare: Das kleinste Exponat misst zehn Millimeter und ist ein Piercing aus Thailand, das größte ist eine zwei Meter hohe Plastik-Kröte aus Mexiko. Mehr als 1000 seiner Karikaturen hat Rainer Bach dem Satiricum in Greiz vermacht, wo sie im Sommerpalais aufbewahrt werden.
2015 war ein Cartoon von Rainer Bach an Bord der Internationalen Raumstation ISS im All: Der russische Kosmonaut Gennadi Padalka hatte sich die Zeichnung von Tassilo Römisch ausgeliehen, dem Chef des privaten Raumfahrtmuseums im sächsischen Mittweida. Bach hatte in der Zeichnung einen Frosch in einen Raumanzug gesteckt und ihm eine Deutschland-Fahne in die Hand gegeben.
Bach erkrankte 2010 an Krebs, den er „tumorvoll“ nahm.

## Ausstellungen (mutmaßlich unvollständig)

### Einzelausstellungen
- 1985: Annaberg-Buchholz, Galerie am Markt (mit Gabriele Berthel)

### Ausstellungsbeteiligungen
- 1982/1983 und 1987/1988: Dresden IX. und X. Kunstausstellung der DDR
- 1983: Leipzig, Informationszentrum am Sachsenplatz (Ausstellung der Sektion Karikatur und Pressezeichnung DDR-Süd im VBK)
- 1985: Karl-Marx-Stadt, Bezirkskunstausstellung

## Bücher (chronologisch; Auswahl)
- Werner Ballarin (Bearbeiter): Rainer Bach – Erotikaturen. Neue Sächsische Galerie, 1999

- Onkel Max: Hier gibt’s auf (fast) alles eine Antwort. Chemnitzer Verlag, von Ute Krebs, 2003, ISBN 978-3-928678-99-5
- Onkel Max – Spezial: Viele Köche verderben den Brei: Wissenswertes vom Essen und Trinken. Chemnitzer Verlag, von Ute Krebs, 2012, ISBN 978-3-937025-90-2
- Frösch-freche Liebesspiele: Der frivole Comic für die Wanne. Edition Wannenbuch, 2016, ISBN 978-3-9815989-8-8